# Enhydrosoma bifurcarostratum
Enhydrosoma bifurcarostratum är en kräftdjursart som beskrevs av Shen och Tai 1965. Enhydrosoma bifurcarostratum ingår i släktet Enhydrosoma och familjen Cletodidae. Inga underarter finns listade i Catalogue of Life.